# Mihai Mărieș
Mihai Mărieș (n. 21 martie 1988, Baia Mare) este un jucător profesionist de volei român, care în prezent joacă pe postul de libero la SCM Universitatea Craiova.
Este de trei ori campion național cu Volei Club Municipal Zalău, s-a transferat la SCM Universitatea Craiova în vara anului 2014.

## Cariera de jucător
A început cariera de jucător la echipa de juniori din Baia Mare, CSS2 Baia Mare în anul 1995. 

#### Juniorat
- 1995 - 2007 CSS2 Baia Mare Maramures

#### Echipe de club divizia A
- 2007 - 2008 Volei Club Municipal Zalău,
- 2008 - 2009 Volei Club Municipal Zalău
- 2009 - 2010 Volei Club Municipal Zalău
- 2010 - 2011 Volei Club Municipal Zalău
- 2011 - 2012 Volei Club Municipal Zalău
- 2012 - 2013 Volei Club Municipal Zalău
- 2013 - 2014 Clubul Sportiv Phoenix Șimleu
- 2014 - 2015 SCM Universitatea Craiova
- 2015 - 2016 SCM Universitatea Craiova
- 2016 - 2017 SCM Universitatea Craiova

#### Component al echipei naționale
- 2011 - 2016, pe postul libero, număr tricou 6.[2][3]

#### Meciuri cu echipa națională
|      | Perioada                                       | Echipă  | #  |
| ---- | ---------------------------------------------- | ------- | -- |
| 2017 | CEV Volleyball European Championship           | ROMANIA | 6  |
| 2015 | CEV Volleyball European Championship           | ROMANIA | 6  |
| 2013 | CEV Volleyball European Championship           | ROMANIA | 6  |
|      |                                                |         |    |
| 2015 | CEV Volleyball European League                 | ROMANIA | 6  |
| 2014 | CEV Volleyball European League                 | ROMANIA | 6  |
| 2012 | CEV Volleyball European League                 | ROMANIA | 6  |
| 2011 | CEV Volleyball European League                 | ROMANIA | 24 |
|      |                                                |         |    |
| 2014 | FIVB World Championship European Qualification | ROMANIA | 6  |
|      |                                                |         |    |
| 2012 | Olympic Games - European Qualification         | ROMANIA | 6  |

#### Meciuri internaționale cu echipele de club
| Perioada           | Echipa        | # |
| ------------------ | ------------- | - |
| 2016 European Cups | SCMU CRAIOVA  | 6 |
| 2015 European Cups | SCM U CRAIOVA | 6 |
| 2013 European Cups | Remat ZALAU   | 6 |
| 2012 European Cups | Remat ZALAU   | 6 |
| 2011 European Cups | Remat ZALAU   | 8 |
| 2010 European Cups | Remat ZALAU   | 8 |
| 2009 European Cups | Remat ZALAU   | 8 |

## Palmares
De trei ori a caștigat medalia de aur în campionatul național divizia A, de două ori medalia de bronz și în sezonul 2011-2012 atât cupa cât și campionatul.
- Medalia de aur, Campion național, Divizia A, 2009 - 2010
- Medalia de aur, Campion național, Divizia A, 2010 - 2011
- Medalia de aur, Cupa României, Campion național, Divizia A, 2011 - 2012
- Medalia de bronz, Campionat național, Divizia A, 2012 - 2013
- Medalia de bronz, Campionat național, Divizia A, 2014 - 2015
- Medalia de aur, Campion național, Divizia A, 2015 - 2016

șapte calificări cu echipele de club in Cupele Europene de volei.

## Viață personală

#### Familie
S-a născut în orașul Baia Mare. Este frate cu omul de afaceri Nicolae Mărieș. În vara anului 2016, s-a căsătorit în orașul Las Vegas cu fata pictorului Gheorghe Ilea. 

#### Pasiuni
Călătoriile, drumețiile.